# Миротворец (сериал)
«Миротво́рец» (англ. Peacemaker) — американский супергеройский телесериал, созданный Джеймсом Ганном для потокового сервиса HBO Max и основанный на комиксах издательства DC Comics об одноимённом персонаже, спин-офф фильма «Отряд самоубийц: Миссия навылет» (2021). Главную роль в нём сыграл Джон Сина, также в сериале сыграли Даниэль Брукс, Фредди Строма, Чукуди Ивуджи, Дженнифер Холланд, Стив Эйджи, Роберт Патрик. Сериал получил положительные отзывы, в том числе благодаря игре Сины, режиссуре и сценарию Ганна.
Первый сезон «Миротворца» является частью Расширенной вселенной DC (DCEU). Каждый эпизод первого сезона набирал больше зрителей, чем предыдущий, а финал за один день побил рекорд по количеству просмотров оригинального эпизода от HBO Max. Его съёмки проходили в Ванкувере (Канада) в январе — июле 2021 года. Премьерный показ проходил на HBO Max с 13 января по 17 февраля 2022 года. Второй сезон, который будет интегрирован в новую медиафраншизу «Вселенная DC» (DCU), был заказан в феврале 2022 года; его премьерный показ запланирован на 21 августа 2025 года.

## Сюжет
Действие первого сезона происходит в рамках Расширенной вселенной DC. Главный герой, Кристофер Смит / Миротворец, оправившись от травм, полученных во время событий фильма «Отряд самоубийц: Миссия навылет», присоединяется к таинственному отряду спецназа АРГУС для участия в проекте «Бабочка». Этот отряд выявляет и уничтожает паразитические существа, похожие на бабочек, которые захватили человеческие тела по всему миру. События второго сезона разворачиваются во Вселенной DC и происходят после событий фильма «Супермен» (2025).

## Актёры и персонажи
- Джон Сина — Кристофер Смит / Миротворец
- Даниэль Брукс — Леота Адебайо, дочь лидера АРГУСа Аманды Уоллер и участница проекта «Бабочка»[1][4]
- Фредди Строма — Эдриан Чейз / Линчеватель, самопровозглашённый борец с преступностью
- Чукуди Ивуджи[англ.] — Клемсон Мёрн / Ик Нобе Лок, наёмник, лидер проекта «Бабочка», который подчиняется непосредственно Уоллер[1][5]
- Дженнифер Холланд — Эмилия Харкорт, агент АРГУС[6]
- Стив Эйджи[англ.] — Джон Экономос, агент АРГУС, который обеспечивает тактическую поддержку проекта «Бабочка»[7]
- Роберт Патрик — Огаст «Огги» Смит / Белый Дракон, отец Миротворца

## Эпизоды

### Сезон 1 (2022)
| № общий | № в сезоне | Название                                                    | Режиссёр         | Автор сценария | Дата премьеры   |
| ------- | ---------- | ----------------------------------------------------------- | ---------------- | -------------- | --------------- |
| 1       | 1          | «И всё закружилось по новой» «A Whole New Whirled»          | Джеймс Ганн      | Джеймс Ганн    | 13 января 2022  |
| 2       | 2          | «Лучшие друзья? Никогда в жизни!» «Best Friends, For Never» | Джеймс Ганн      | Джеймс Ганн    | 13 января 2022  |
| 3       | 3          | «Лучше бы Гоффу умереть» «Better Goff Dead»                 | Джеймс Ганн      | Джеймс Ганн    | 13 января 2022  |
| 4       | 4          | «Хрен знает куда» «The Choad Less Traveled»                 | Джоди Хилл       | Джеймс Ганн    | 20 января 2022  |
| 5       | 5          | «Обезьяна Дори» «Monkey Dory»                               | Розмари Родригес | Джеймс Ганн    | 27 января 2022  |
| 6       | 6          | «После прочтения зажечь» «Murn After Reading»               | Джеймс Ганн      | Джеймс Ганн    | 3 февраля 2022  |
| 7       | 7          | «Хватит драконить моё сердце» «Stop Dragon My Heart Around» | Брэд Андерсон    | Джеймс Ганн    | 10 февраля 2022 |
| 8       | 8          | «Снова-корова» «It's Cow or Never»                          | Джеймс Ганн      | Джеймс Ганн    | 17 февраля 2022 |

### Сезон 2
| № общий | № в сезоне | Название | Режиссёр      | Автор сценария | Дата премьеры   |
| ------- | ---------- | -------- | ------------- | -------------- | --------------- |
| 9       | 1          | TBA      | Джеймс Ганн   | Джеймс Ганн    | 21 августа 2025 |
| 10      | 2          | TBA      | Грег Моттола  | Джеймс Ганн    | TBA             |
| 11      | 3          | TBA      | Грег Моттола  | Джеймс Ганн    | TBA             |
| 12      | 4          | TBA      | Питер Соллетт | Джеймс Ганн    | TBA             |

## Производство
В августе 2020 года, находясь на карантине из-за пандемии COVID-19 и завершая работу над фильмом «Отряд самоубийц: Миссия навылет», сценарист и режиссёр Джеймс Ганн задумал спин-офф в виде сериала, посвящённый Миротворцу — персонажу Джона Сины из фильма. В сентябре стриминговый сервис HBO Max официально заказал сериал «Миротворец». Ганн написал сценарии ко всем восьми эпизодам первого сезона, стал режиссёром пяти из них и исполнительным продюсером вместе с Питером Сафраном и Синой. Производством занялись компания Ганна Troll Court Entertainment и The Safran Company совместно с Warner Bros. Television. В декабре 2020 года ещё одним исполнительным продюсером проекта стал Мэтт Миллер.
Роль Миротворца получил Джон Сина. В октябре 2020 года к проекту присоединился Стив Эйджи в роли Джона Экономоса, в ноябре — Дженнифер Холланд в роли Эмилии Харкорт (они тоже играли своих персонажей в фильме). Даниэль Брукс получила роль Леоты Адебайо, Роберт Патрик — роль Огги Смита, Крис Конрад — роль Эдриана Чейза / Линчевателя. Холланд, по её словам, была удивлена приглашению в сериал, так как считала свою роль в «Миссии навылет» разовой. В декабре 2020 года к проекту присоединился Чукуди Ивуджи в роли Клемсона Мёрна. В мае 2021 года Фредди Строма заменил Конрада в роли Эдриана Чейза / Линчевателя (Конрад покинул проект из-за творческих разногласий). Съёмки начались 15 января 2021 года в Ванкувере, Канада, причём на этом этапе проект носил рабочее название Scriptures. В роли оператора выступал Майкл Бонвиллейн. Ганн снял пять эпизодов, Джоди Хилл, Розмари Родригес и Брэд Андерсон — ещё по одному каждый. В общей сложности производство первого сезона длилось 131 день и завершилось 11 июля 2021 года.
Второй сезон был официально анонсирован в феврале 2022 года, причём Ганн стал единственным сценаристом и режиссёром. Позже он стал одним из сопредседателей и гендиректоров DC Studios (октябрь 2022), и из-за появления у Ганна новых обязательств работа над вторым сезоном «Миротворца» была отложена. В 2023 году режиссёр рассказал, что займётся сериалом после фильма «Супермен». Тогда же выяснилось, что «Миротворец» станет частью списка проектов DCU «Глава первая: Боги и монстры». В марте 2024 года стало известно что действие второго сезона будет происходить после событий «Супермена» и что снимать сезон будут одновременно с «Суперменом», так что Ганн не сможет режиссировать все эпизоды.
К своим ролям во втором сезоне вернулись Джон Сина, Фредди Строма, Даниэль Брукс, Дженнифер Холланд и Стив Эйджи. В мае 2024 года Фрэнк Грилло получил роль Рика Флага-старшего. Съёмки сезона начались в апреле 2024 года, одновременно с производством «Супермена», на Trilith Studios в Атланте, Джорджия.
Саундтрек для сериала написали Клинт Мэнселл и Кевин Кайнер (композитор «Миссии навылет» Джон Мерфи был занят написанием музыки для «Стражей Галактики. Часть 3»). 18 февраля 2022 года этот саундтрек вышел в качестве отдельного альбома. В первом сезоне звучат ещё и песни в жанре хэйр-метал, выбранные лично Ганном.

## Релиз и оценки
Первые три эпизода «Миротворца» вышли на HBO Max 13 января 2022 года, остальные пять выходили еженедельно до 17 февраля. 22 марта сериал вышел в Великобритании на Sky Max и Now.
По данным Deadline Hollywood, каждый эпизод «Миротворца» получал более высокую аудиторию, чем предыдущий. По данным HBO Max, у финала сезона было на 44 процента больше зрителей, чем у первой серии. По данным сервиса, финал побил рекорд по количеству просмотров оригинального эпизода HBO Max за один день. В Великобритании, где «Миротворец» вышел только по окончании показа в США, сериал стал третьим по популярности среди шоу, незаконно скачивавшихся в первом квартале 2022 года (после «Эйфории» от HBO и «Книги Бобы Фетта» от Disney+).
На сайте-агрегаторе отзывов Rotten Tomatoes сериал получил рейтинг 94 % со средней оценкой 7,7/10. Metacritic оценил «Миротворца» на 70 баллов из 100, что указывает на «в целом благоприятные отзывы». Рецензент «Фильм.ру» Ефим Гугнин, высоко оценивший игру Сины, охарактеризовал сериал как «остроумный и трагичный», интересный благодаря «балансу между искренне драматичным и подчёркнуто идиотским». Для Василия Говердовского («Афиша.ру») это «веселый, увлекательный, душевный и восхитительно идиотский сериал с бодрым рок-саундтреком (его настроение точно передает потрясающая в своей бесстыдной кринжевости стартовая заставка)».
Награды
| Год                                      | Дата церемонии  | Категория                                                            | Номинант(ы)                                                           | Результат | Прим.         |
| ---------------------------------------- | --------------- | -------------------------------------------------------------------- | --------------------------------------------------------------------- | --------- | ------------- |
| «Энни»                                   | 25 февраля 2023 | Выдающиеся достижения в анимации персонажа в игровом проекте         | Майкл Коузенс, Марк Смит, Кай-Хуа Лан, Селин Маклин и Ричард Джон Мур | Номинация | [ 48 ]        |
| Critics' Choice Super Awards             | 16 марта 2023   | Лучший супергеройский сериал, мини-сериал или телефильм              | «Миротворец»                                                          | Номинация | [ 49 ]        |
| Critics' Choice Super Awards             | 16 марта 2023   | Лучший актёр в супергеройском сериале, мини-сериале или телефильме   | Джон Сина                                                             | Номинация | [ 49 ]        |
| Critics' Choice Super Awards             | 16 марта 2023   | Лучшая актриса в супергеройском сериале, мини-сериале или телефильме | Даниэль Брукс                                                         | Номинация | [ 49 ]        |
| Телепремия Ассоциации критиков Голливуда | 14 августа 2022 | Лучший актёр в стриминговом сериале — комедия                        | Джон Сина                                                             | Номинация | [ 50 ]        |
| Телепремия Ассоциации критиков Голливуда | 14 августа 2022 | Лучший сценарий стримингового сериала — комедия                      | Джеймс Ганн (за «Снова-корова»)                                       | Номинация | [ 50 ]        |
| MTV Movie & TV Awards                    | 5 июня 2022     | Лучшая комедийная роль                                               | Джон Сина                                                             | Номинация | [ 51 ]        |
| MTV Movie & TV Awards                    | 5 июня 2022     | Лучший музыкальный момент                                            | «Do Ya Wanna Taste It?»                                               | Номинация | [ 51 ]        |
| Творческая премия «Эмми»                 | 4 сентября 2022 | Лучшая постановка трюков для комедийного сериала                     | Уэйн Дэглиш и Гастон Моррисон                                         | Номинация | [ 52 ]        |
| «Сатурн»                                 | 25 октября 2022 | Лучший приключенческий сериал (стриминг)                             | «Миротворец»                                                          | Номинация | [ 53 ] [ 54 ] |
| «Сатурн»                                 | 25 октября 2022 | Лучшая актриса второго плана в стриминговом сериале                  | Даниэль Брукс                                                         | Номинация | [ 53 ] [ 54 ] |